# Rugby 7 na Letnich Igrzyskach Olimpijskich 2024
Rugby 7 na Letnich Igrzyskach Olimpijskich 2024 – zawody w rugby 7, które odbyły się na Stade de France w Saint-Denis podczas Letnich Igrzysk Olimpijskich 2024. Była to trzecia edycja zawodów rugby siedmioosobowego na letnich igrzyskach olimpijskich, turnieje w pełnej, piętnastoosobowej odmianie, czterokrotnie znalazły się w programie olimpijskim w latach 1900–1924. W zaplanowanych w dniach 24–30 lipca 2024 roku zawodach wzięło udział po dwanaście zespołów liczących maksymalnie dwunastu zawodników. Tytułów bronili Fidżyjczycy i Nowozelandki.

## Informacje ogólne
W połowie września 2017 roku MKOl potwierdził organizację zawodów także w paryskich igrzyskach. Będzie to trzecia edycja zawodów w rugby 7 w historii letnich igrzysk olimpijskich. Na początku kwietnia 2022 roku ustalono, że zawody w rugby 7 odbędą się w dniach 24–30 lipca 2024 roku, przy czym pierwsze trzy dni (z przerwą na dzień ceremonii otwarcia igrzysk) zarezerwowane były na mecze mężczyzn, trzy kolejne zaś na spotkania kobiet, jednocześnie ogłoszono natomiast godziny rozgrywania sesji każdego z meczowych dni, zostało to potwierdzone w lipcu, na dwa lata przed rozpoczęciem igrzysk.
Z początkiem grudnia 2022 roku rozpoczęła się rejestracja chętnych do zakupu biletów, których koszt kształtował się w zakresie 24–200 euro.

## Kwalifikacje
Oficjalne ogłoszenie systemu kwalifikacji przez World Rugby nastąpiło na początku kwietnia 2022 roku po zatwierdzeniu przez Międzynarodowy Komitet Olimpijski. Proces kwalifikacji dla zespołów obojga płci był co do zasady taki sam i obejmował jedno miejsce dla gospodarza igrzysk, cztery dla czołowych drużyn światowego cyklu (World Rugby Sevens Series i World Rugby Women’s Sevens Series), sześć dla zwycięzców turniejów eliminacyjnych w każdym z sześciu regionów podlegających WR oraz jedno dla triumfatora światowego turnieju kwalifikacyjnego, w którym wystąpi po dwanaście zespołów wyznaczonych z klucza geograficznego, które do tego czasu nie uzyskają awansu. Regionalne turnieje odbędą się pomiędzy 31 maja a 31 grudnia 2023 roku. W turniejach ostatniej szansy, które odbędą się do 23 czerwca 2024 roku, każdemu z regionów przyznano po dwa miejsca. Jednocześnie World Rugby wprowadziło zastrzeżenie, że w przypadku, gdy kwalifikację z WSS uzyskają dwie północnoamerykańskie żeńskie reprezentacje, nie będzie automatycznego awansu na igrzyska z tego regionu, zaś to miejsce zostanie przekazane dla finalisty światowego turnieju. Podobne zastrzeżenie dodano później w odniesieniu do Oceanii, przy czym zadziałać miało przy awansie trzech żeńskich reprezentacji z tego regionu – co automatycznie wykluczało się z rozwiązaniem dla Ameryki Północnej.
| Mężczyźni                               | Mężczyźni |                       | Kobiety | Kobiety                                            |
| Reprezentacja                           | Miejsca   | Podstawa kwalifikacji | Miejsca | Reprezentacja                                      |
| --------------------------------------- | --------- | --------------------- | ------- | -------------------------------------------------- |
| Francja                                 | 1         | gospodarz             | 1       | Francja                                            |
| Nowa Zelandia Argentyna Fidżi Australia | 4         | światowe serie WR     | 4       | Nowa Zelandia Australia Stany Zjednoczone Irlandia |
| Irlandia                                | 1         | Rugby Europe          | 1       | Wielka Brytania                                    |
| Kenia                                   | 1         | Rugby Africa          | 1       | Południowa Afryka                                  |
| Japonia                                 | 1         | Asia Rugby            | 1       | Japonia                                            |
| Stany Zjednoczone                       | 1         | Rugby Americas North  | 1       | Kanada                                             |
| Urugwaj                                 | 1         | Sudamérica Rugby      | 1       | Brazylia                                           |
| Samoa                                   | 1         | Oceania Rugby         | 1       | Fidżi                                              |
| Południowa Afryka                       | 1         | turniej światowy      | 1       | Chiny                                              |

## Zawody
W obu turniejach reprezentacje zostały podzielone na trzy czterozespołowe grupy według wyników osiągniętych w poprzednich dwóch sezonach światowych serii oraz innych turniejach usankcjonowanych przez World Rugby. W pierwszej fazie rywalizowały one systemem kołowym, po czym ustalony został ranking przed fazą pucharową, a pierwsze osiem zespołów awansowało do ćwierćfinałów.

### Medaliści
| Konkurencja | Złoto | Srebro | Brąz |
| Mężczyźni   | Francja Varian Pasquet Andy Timo Rayan Rebbadj Théo Forner Stephen Parez Paulin Riva Jefferson-Lee Joseph Antoine Zeghdar Aaron Grandidier Nkanang Jean-Pascal Barraque Antoine Dupont Jordan Sepho Nelson Epee | Fidżi Joji Nasova Joseva Talacolo Jeremia Matana Sevuloni Mocenacagi Iosefo Masi Ponepati Loganimasi Terio Veilawa Waisea Nacuqu Jerry Tuwai Iowane Teba Kaminieli Rasaku Selestino Ravutaumada Josaia Raisuqe Filipe Sauturaga | Południowa Afryka Christie Grobbelaar Ryan Oosthuizen Impi Visser Zain Davids Quewin Nortje Tiaan Pretorius Tristan Leyds Selvyn Davids Shaun Williams Rosko Specman Siviwe Soyizwapi Shilton van Wyk Ronald Brown |
| Kobiety     | Nowa Zelandia | Kanada | Stany Zjednoczone |